# Arabia Takes the Health Cure
Arabia Takes the Health Cure è un cortometraggio muto del 1913 diretto da Oscar Eagle. Il film fa parte di una serie di tre film con protagonista il cavallo Arabia prodotti nel 1913 dalla Selig Polyscope. Sempre diretti da Eagle, i due altri cortometraggi sono Arabia: The Equine Detective e Arabia and the Baby.

## Produzione
Il film fu prodotto dalla Selig Polyscope Company.

## Distribuzione
Distribuito dalla General Film Company, il film - un cortometraggio in una bobina - uscì nelle sale cinematografiche statunitensi il 25 aprile 1913.